# Claude Perry
Claude Perry (* 31. Oktober 1901 in Goodsprings, Alabama; † 17. Juli 1975, ebenda) war ein US-amerikanischer American-Football-Spieler. Er spielte in der National Football League (NFL) bei den Green Bay Packers.

## Spielerlaufbahn

### Collegekarriere
Claude Perry besuchte in Jasper, Alabama, die Highschool und studierte danach an der University of Alabama. Dort spielte er unter anderem zusammen mit Jim Bowdoin Football für die Alabama Crimson Tide. Im Jahr 1925 gewann er mit seiner Mannschaft die nationale College-Footballmeisterschaft. Seine Mannschaft blieb in diesem Jahr ungeschlagen und gewann zudem den Rose Bowl gegen die University of Washington mit 20:19. Im folgenden Jahr konnte Perry mit seinem Team den Meisterschaftstitel verteidigen. Aufgrund seiner sportlichen Leistungen wurde Perry ferner im Jahr 1925 von seinem College ausgezeichnet.

### Profikarriere
Claude Perry wurde im Jahr 1927 von den Green Bay Packers unter Vertrag genommen. Head Coach der Mannschaft war Curly Lambeau, der Perry auf verschiedenen Positionen einsetzte. Lambeau gelang es sein Team mit der Verpflichtung von Spitzenspielern, wie John McNally oder Arnie Herber, an die Spitze der NFL zu führen. Die Mannschaft aus Green Bay konnte im Jahr 1929 mit 12 Siegen von 13 Spielen die NFL Meisterschaft gewinnen. 1930 folgte der zweite Titelgewinn in Folge. Der Mannschaft war es erneut gelungen lediglich eines von 14. Spielen zu verlieren. Auch die Saison 1931 gestaltete sich für die Packers erfolgreich. Nach zwölf Siegen bei zwei Unentschieden konnte sich Perry mit seinem Team den dritten Titel sichern. Claude Perry beendete nach der Spielrunde 1935 seine Laufbahn.